# Marcel Seghers
Marcel Seghers , né à Bellingen (Belgique), le 13 février 1937 est un homme politique belge flamand, membre de OpenVLD.
Il devint bourgmestre de Bellingen (Belgique) en 1970, puis en 1976 conseiller communal PVV.
Il fut conseiller provincial de la province de Brabant de 1977 à 1981.
De 1994 à 1995, il fut député fédéral,, durant la 48e législature en suppléance de Annemie Neyts-Uyttebroeck .
De 1982 à 2006, il fut échevin des Finances, Culture, Environnement et Sport à Pepingen.
Depuis 2007, il y est encore conseiller communal.